# Mallerenga carbonera
La mallerenga carbonera o simplement carbonera (Parus major) és una espècie d'ocell passeriformes de la família dels pàrids. És la més grossa de les mallerengues (14 cm), inconfusible per la «corbata» negra, més marcada en els mascles, sobre el color groc del pit. Es pot observar sovint prop del terra quan cerca menjar o en els estrats baixos del bosc.

## Noms comuns
Ferrerico a les Illes Balears. Coneguda al País Valencià amb una gran varietat de denominacions, com ara totestiu i ferreret o ferrerico (i més encara: capellana, capellà, capellanet, estiverol, retoret, flaret, catastiu, tatastiu, carboneret, primavera, otxa carbonera, ploví, xinximet, xinximillo). Al català oriental i al Pirineu oriental es coneix com a estiverola, que és com apareix a la lletra tradicional del Cant dels ocells. Al Penedès es coneix com a primavera de ratlla. A la Catalunya del Nord rep el nom de serraller.

## Ecologia
Acostuma a viure en boscos, especialment caducifolis, però també en pinedes i ambients arbrats no forestals. Nia en forats d'arbres i en qualsevol tipus d'obertura; ocupa molt sovint les caixes niu per a insectívors. Molt adaptable, habita tant en boscos ben conformats com en ambients artificials. A la ciutat es troba als parcs, però també en ambients aparentment inhòspits com avingudes amb plàtans madurs amb molts forats.
Són sedentàries i fora de la temporada de cria es troben sovint formant grups grans barrejats amb mallerengues d'altres espècies.
Nidifica sobretot en forats dels arbres, però pot aprofitar qualsevol tipus d'obertura: d'escletxes en arbres, parets o roques fins a caixes nius, testos o llaunes abandonades. El niu està farcit de gran quantitat de molsa, pèl, llana i alguna ploma. Les postes s'estenen entre abril i juny i consten d'entre sis i vuit ous blancs amb taques vermelloses per tota la seva superfície. Gràcies a aquesta gran adaptabiltat la podem trobar també en ambients no forestals, com ara camps d'oliveres o ametllers, jardins urbans, arbres artificials, boscatges de rius i rierols, carrascars, etc. És per això la seva distribució és molt àmplia als Països Catalans i a Euràsia.

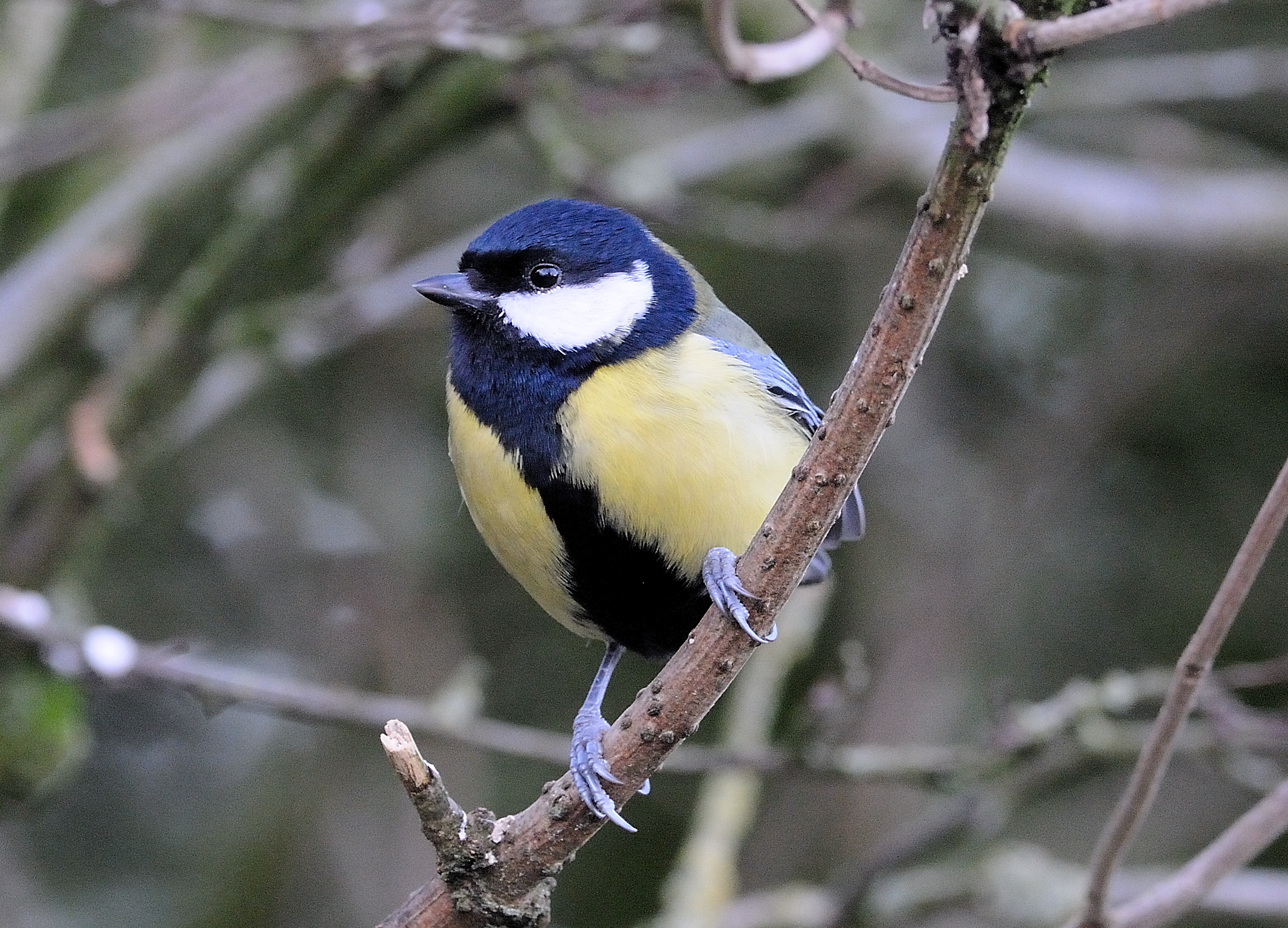
Mallarenga carbonera a Anglaterra
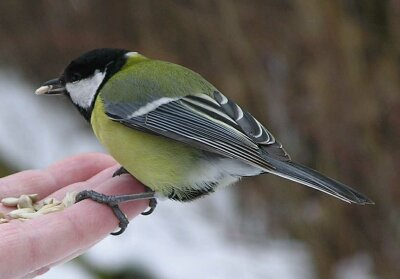
Exemplar fotografiat a la República Txeca
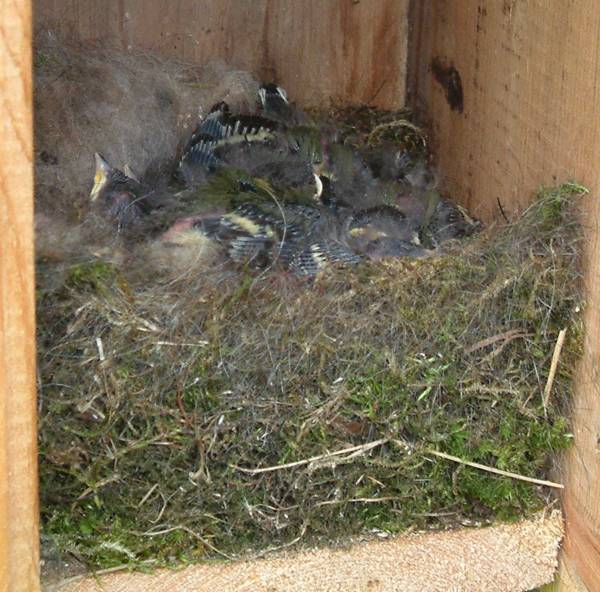
Interior del niu. El temps que triguen a obrir-se els ous oscil·la entre el 25 i 30 dies.
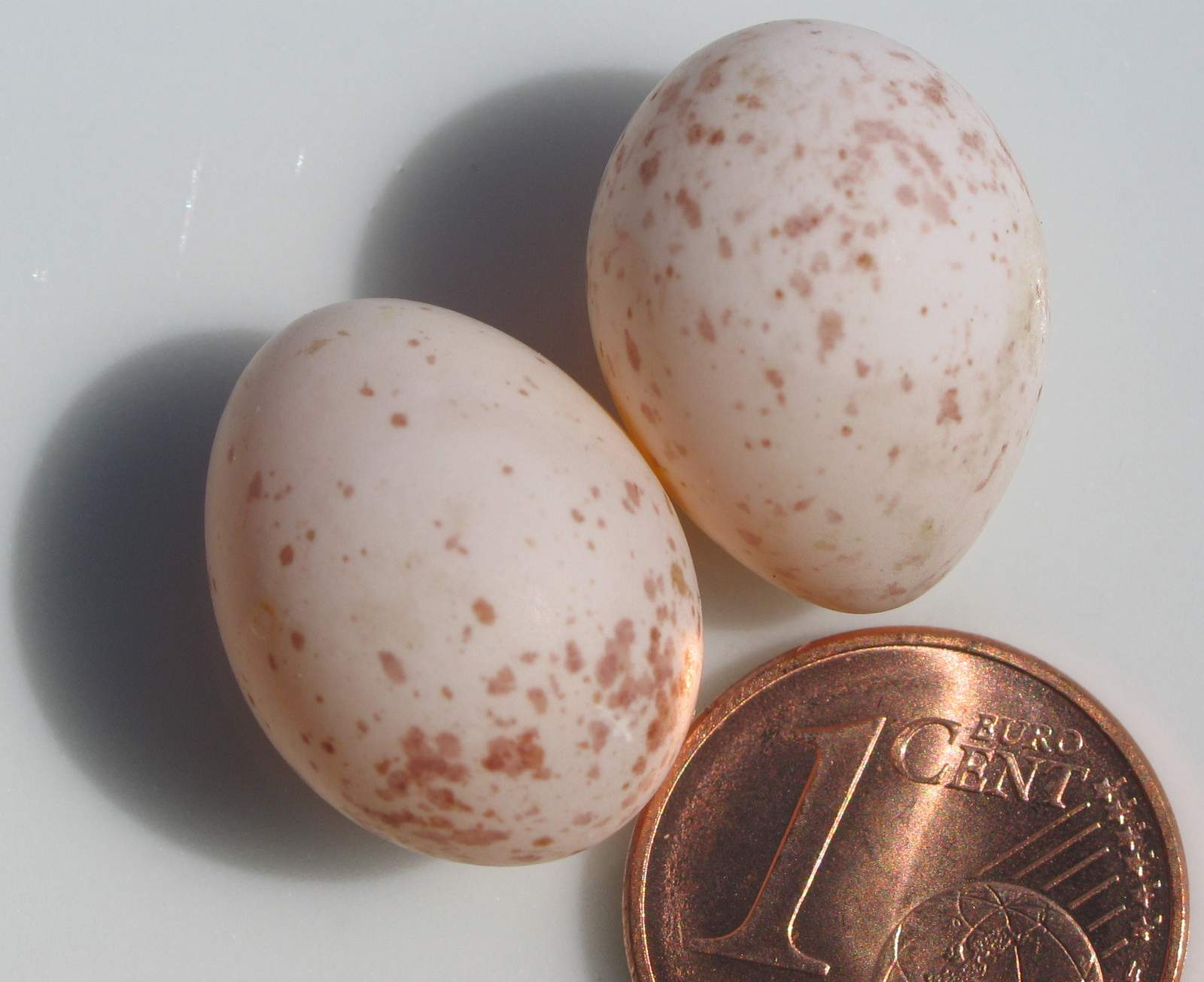
Ous de mallerenga carbonera.
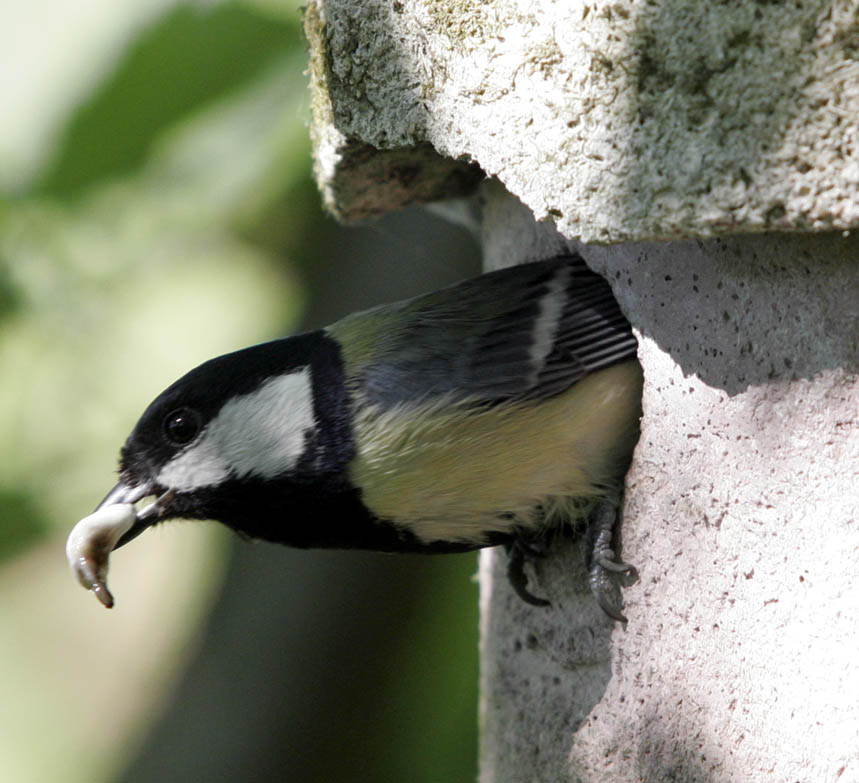
Exemplar adult retirant del niu els excrements de les cries.

## Etiologia
Els individus adults tendeixen a ser sedentaris i a defensar un territori al voltant de la zona de cria. Durant l'hivern es distribueixen en estols formats normalment per dos individus adults (que formen una parella) i entre 4 i 5 ocells joves que no presenten cap mena de parentesc ni entre ells ni amb la parella adulta. La meitat d'aquests individus joves solen ser mascles i l'altra meitat, femelles. Ocupen un territori que és constituït per un nucli central (la zona més bona: amb accés a més recursos i on la parella es reprodueix), un territori bàsic de l'estol al voltant d'aquest nucli (que defensen davant d'altres grups) i una zona de pre-territori (per on també es desplacen, barrejant-se amb individus d'estols veïns).

## Alimentació
És un ocell insectívor de règim molt ampli. Entre les seves preses, destaquen les erugues de Processionària, ous i larves de Vespa velutina, i altres invertebrats considerats plaga. Pot ingerir també fruits silvestres i llavors riques en olis. S'acostuma fàcilment a les menjadores per a ocells d'on selecciona les pipes.

## Reproducció[12]
El període de reproducció pot ser molt variable en funció del grau de bonança del temps. Generalment és comprès entre els mesos de març i juliol, però pot allargar-se fins a l'agost. A la desclosa els ous neixen entre 6 i 7 polls, que cap al mes d'agost comencen a formar estols i a dispersar-se, allunyant-se del lloc de naixement.
Quan s'apropa el mes d'abril, la parella adulta de l'estol torna a defensar el seu nucli i inicia la reproducció. Els individus més joves s'aparellen entre ells i comencen a defensar territoris compresos en la zona bàsica.
Si es produeix la mort d'algun dels membres de la parella adulta, un dels joves el substitueix i accedeix al nucli central del territori. Així, la compartició del territori hivernal per part dels adults assegura l'accessibilitat a una nova parella reproductora.

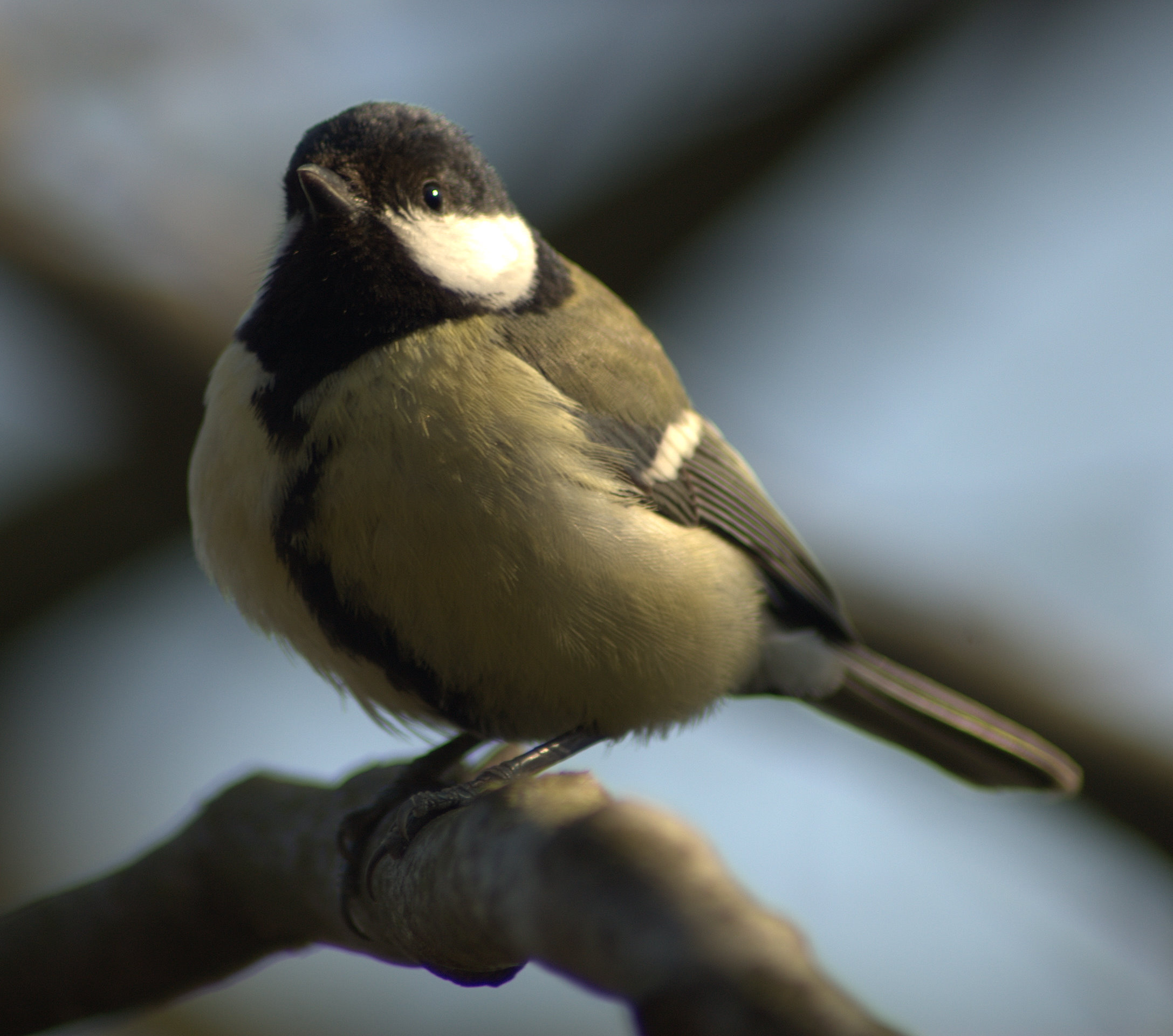
Exemplar femella a Dinamarca

## Subespècies[13]
- P. major major
- P. major bargaensis
- P. major kapustini
- P. major excelsus
- P. major corsus
- P. major newtoni
- P. major mallorcae
- P. major ecki
- P. major aphrodite
- P. major niethammeri
- P. major terraescanctae
- P. major blanfordi
- P. major karelini
- P. major intermedius

## Distribució
El rang de distribució de l'espècie és molt ampli (fins a 32.600.000 km²) i les poblacions tendeixen a l'augment. Per tant, no compleix els criteris com per ser considerada una espècie amenaçada i es considera que es troba en un nivell de «least concern» o baixa preocupació.